# Ö̧
Cette page contient des caractères spéciaux ou non latins. S’ils s’affichent mal (▯, ?, etc.), consultez la page d’aide Unicode.
Ö̧ (minuscule : ö̧), appelé O tréma cédille, est un graphème utilisé dans l’écriture du jodï, du piaroa et du yaruro au Venezuela. Il s’agit de la lettre O diacritée d’un tréma et d’une cédille.

## Utilisation
En piaroa au Venezuela, le O tréma cédille ‹ ö̧ › est utilisé pour noter une voyelle nasale. Il se retrouve notamment dans l’orthographe utilisée dans les pages et documents traduits en piaroa sur le site JW.org des Témoins de Jéhovah.

## Représentations informatiques
Le O tréma cédille peut être représenté avec les caractères Unicode suivants :
- précomposé et normalisé (latin supplément-1, diacritiques) :

| formes    | représentations | chaînes de caractères | points de code | descriptions                                        |
| --------- | --------------- | --------------------- | -------------- | --------------------------------------------------- |
| capitale  | Ö̧               | Ö◌̧                    | U+00D6 U+0327  | lettre majuscule latine o tréma diacritique cédille |
| minuscule | ö̧               | ö◌̧                    | U+00F6 U+0327  | lettre minuscule latine o tréma diacritique cédille |

- décomposé et normalisé (latin de base, diacritiques) :

| formes    | représentations | chaînes de caractères | points de code       | descriptions                                                    |
| --------- | --------------- | --------------------- | -------------------- | --------------------------------------------------------------- |
| capitale  | Ö̧               | O◌̧◌̈                   | U+004F U+0327 U+0308 | lettre majuscule latine o diacritique cédille diacritique tréma |
| minuscule | ö̧               | o◌̧◌̈                   | U+006F U+0327 U+0308 | lettre minuscule latine o diacritique cédille diacritique tréma |